# Автономия воли
Автономия воли — в традиционном понимании международного частного права институт, согласно которому стороны в сделке, имеющей юридическую связь с правопорядками различных государств, могут избрать по своему усмотрению то право, которое будет регулировать их взаимоотношения и применяться ими самими либо судебным учреждением или другими компетентными органами к данной сделке (лат. lex voluntatis).
В более широком плане автономия воли связывается с основополагающими принципами регулирования цивилистических (гражданско-правовых) отношений и является частным случаем выражения таких общих начал гражданского права, как свобода договора и свободное усмотрение сторон.
В законодательстве некоторых стран имеются нормы, касающиеся автономии воли, которые относятся к участникам иных гражданских или семейных правоотношений и даже субъектам односторонних актов (при наследовании).

## История
Автором идеи о том, что право может санкционировать соглашение об определении закона, был французский юрист Шарль Дюмулэн (1500—1566), который развивал её в русле традиционных для того времени представлений, что все нормы права «прикреплены» к материальному миру (вещам, людям, предметам). Исходя из того, что норма «прикреплена» к тому, о чем она говорит, Дюмулэн выделил особую группу норм, трактующих существо вопроса, влияющее на судебное решение дела. Он их разделял на два вида. Первый вид — это нормы, которые «касаются того, что зависит от воли сторон, или того, что может быть изменено ими»; второй — что «зависит только от власти закона». Из этого проистекал вывод, что существуют явления, которые подпадают под воздействие воли сторон и которые последние могут «прикреплять» к нормам той или иной страны (или области). Эта теория стала предпосылкой юридического санкционирования государством соглашений об определении права в договорных связях.
Иные воззрения, высказывавшиеся правоведами, не прямо, но опосредованно отрицали автономию воли и были связаны с «этатистскими» или близкими к ним концепциями права (Ж. Бодэн, Дж. Бил, А. Батиффоль, П. Леребур-Пи-жоньер, В. Луссуарн, Ж. Бредэн и др.). По своей сути они означали ликвидацию рассматриваемого института без его формальной отмены, поскольку основное в них — обоснование тезиса о том, что при наличии соглашения сторон о выборе права его определение осуществляется не физическими или юридическими лицами, а судебным органом государства.

## Правовое закрепление автономии воли
В ОГЗ (Основы гражданского законодательства; заменены ГК РФ) автономия воли зафиксирована следующим образом: «Права и обязанности сторон по сделке определяются по праву места её совершения, если иное не установлено соглашением сторон». «Права и обязанности сторон по внешнеэкономическим сделкам определяются по праву
страны, избранному сторонами при совершении сделки или в силу последующего соглашения».
Аналогичным образом сформулированы положения, относящиеся к автономии воли, в источниках права других государств.
В правопорядке современных государств принцип автономии выступает как практически повсеместно закрепленный в писаном праве и судебной практике институт, применяемый для регулирования обязательственных (договорных) отношений в международном гражданском (хозяйственном) обороте.
В действующем праве РФ — ОГЗ, а также в некоторых других странах институт автономии воли отражен и в ином аспекте. Так, устанавливается, что «иностранное право применяется к гражданским отношениям в случаях, предусмотренных законодательными актами СССР и республик, международными договорами СССР, а также на основании не противоречащего им соглашения сторон…».
Иначе, автономия воли является основанием (наряду с прочим) для применения в пределах данной юрисдикции конкретной страны иностранного права и придает юридическое значение нормам иностранного правопорядка в рамках отечественного государства. В то же время следует подчеркнуть, что хотя автономия воли и порождает последствия, аналогичные действию коллизионной нормы, тем не менее источником коллизионного права не является.
Из принципа автономии воли исходит и ст. 27 германского Закона о новом регулировании международного частного права 1986 года. Если стороны в договоре такой выбор не отразят, подлежит применению право государства, с которым договор связан наиболее тесным образом.
Общее ограничение сторонами выбора права заключается в том, что при помощи такого выбора нельзя исключить применение императивных норм, подлежащих применению к соответствующим правоотношениям, а также нельзя исключить применение норм права, в большей степени отвечающих интересам потребителя или работника (если это трудовой договор).
Об автономии воли в контексте выбора применимого к договору права см. также contrat sans loi.